# Луцій Порцій Катон
Лу́цій По́рцій Като́н (? — 89 р. до н. е.) — політичний, державний та військовий діяч Римської республіки, консул 89 року до н. е.

## Життєпис
Походив з роду нобілів Порціїв Катонів. Син Марка Порція Катона Салоніана. 
У 100 році до н. е. обрано народним трибуном. На цій посаді протидіяв діяльності Луція Аппулея Сатурніна. У 92 році до н. е. став претором. У 90 році до н. е. як пропретор взяв участь у Союзницькій війні. Цього ж року завдав значної поразки етрускам.
У 89 році до н. е. його обрано консулом разом з Гнеєм Помпеєм Страбоном. Під час своєї каденції рушив проти війська марсів. Біля Фуцинського озера відбулася рішуча битва. Спочатку перемагали римляни, втім зрештою марси отримали перемогу над ворогами, а Луцій Порцій загинув.